# Лесная Роща (Вологодская область)
Лесная Роща — упразднённый в 2020 году посёлок в Никольском районе Вологодской области России.
На момент упразднения входил в состав Краснополянского сельского поселения, с точки зрения административно-территориального деления — в Переселенческий сельсовет.

## География
Расстояние до районного центра Никольска по автодороге — 60 км, до центра муниципального образования Пермаса по прямой — 8 км. Ближайшие населённые пункты — Пахомово, Бродовица, Березово.

## История
В 1966 г. указом президиума ВС РСФСР поселок участка базы переименован в Лесная Роща.
В июле 2020 года упразднён.

## Население
| 2010 |
| ---- |
| 0    |